# KARE (televisión)
KARE (canal 11) es una estación de televisión con licencia de transmisión en Mineápolis, estado de Minnesota, que opera como filial de la cadena NBC en el área de las Ciudades Gemelas.  Es propiedad de Tegna Inc.  La estación cuenta con estudios en la autopista Olson Memorial (carretera MN 55) en Golden Valley, y con un transmisor en las instalaciones de Telefarm en Shoreview, Minnesota.
El canal 11 comenzó a transmitir el 1 de setiembre de 1953.  Originalmente fue compartido por las estaciones WMIN-TV en St. Paul y WTCN-TV en Mineápolis.  A finales de los años 70, WTCN era una de las estaciones independientes con mayor éxito financiero del país.
El canal cambió de indicativo dos veces en ese período: a WUSA en 1985 y a KARE en 1986. Más recientemente, en 2022, la estación ha quedado en segundo lugar en noticias locales.

## Historia

### WMIN-TV y WTCN-TV: La era del tiempo compartido
En febrero de 1948, la WMIN Broadcasting Company de St. Paul solicitó una nueva licencia para una estación en esa ciudad, en el canal 2. La solicitud se detuvo cuando la Comisión Federal de Comunicaciones (FCC) paralizó todas las concesiones de nuevas estaciones de televisión en 1948.
En febrero de 1952, dos meses antes de que la FCC levantara la congelación, Minnesota Television Public Service Corporation, una empresa dirigida por el antiguo embajador Robert Butler y con sede en St. Paul, presentó una solicitud para el canal de televisión 11 en Mineápolis. Semanas después, Mid Continent Radio Television, propietaria de la estación WTCN-TV en el canal 4, así como de WTCN (1280 AM), anunció que absorbería la radio WCCO, y combinaría sus operaciones con el canal 4 y se desharía de la radio WTCN. Minnesota Television Public Service adquirió entonces la radio WTCN, que tuvo que venderse para permitir que Mid Continent adquiriera WCCO. Las transacciones se aprobaron en agosto de 1952, momento en el que el canal 4 cambió de WTCN-TV a WCCO-TV.
Después de que se levantó la congelación, WMIN volvió a presentar su solicitud de pre-paralización en julio de ése año, solicitando el canal 11, ya que el canal 2 había sido reservado para la radiodifusión educativa por la FCC. Más tarde ese mes, Meredith Publishing presentó la solicitud para el canal 11 en Mineápolis junto con estaciones en Rochester, Nueva York y St. Louis. Meredith era propietaria de tres estaciones y tenía tres solicitudes de estaciones pendientes cuando la FCC dictaminó que las empresas solo podían tener tantas solicitudes como estaciones adicionales pudieran poseer (el límite era cinco) en febrero de 1953. Con seis estaciones y solicitudes de estaciones, la empresa estaba una por encima del límite; finalmente se retiró de la lucha por el canal 11. WMIN y WTCN (cada una buscando evitar una larga audiencia comparativa) propusieron compartir tiempo en el canal 11, lo que la FCC aceptó en abril de 1953.
Las transmisiones del canal 11 iniciaron el 1 de setiembre de 1953. A las 2 p. m., se transmitieron los primeros programas de WMIN-TV: un noticiero, el programa femenino Talk About the Town y una película. Dos horas más tarde, WTCN-TV recibió a los espectadores con una dedicatoria, el programa de cocina Man Around the House y un programa de música juvenil, Corner Drug. La señal del Canal 11 se originaba en la Torre Foshay en el centro de Mineápolis; la torre tenía una antena maestra inspirada en el Empire State Building de Nueva York y fué diseñada para transmitir múltiples estaciones, incluyendo la antena para WCCO-TV y contaba con una preparación para antenas para los canales 9 y 11, antes de que ningún solicitante obtuviera un permiso de construcción.

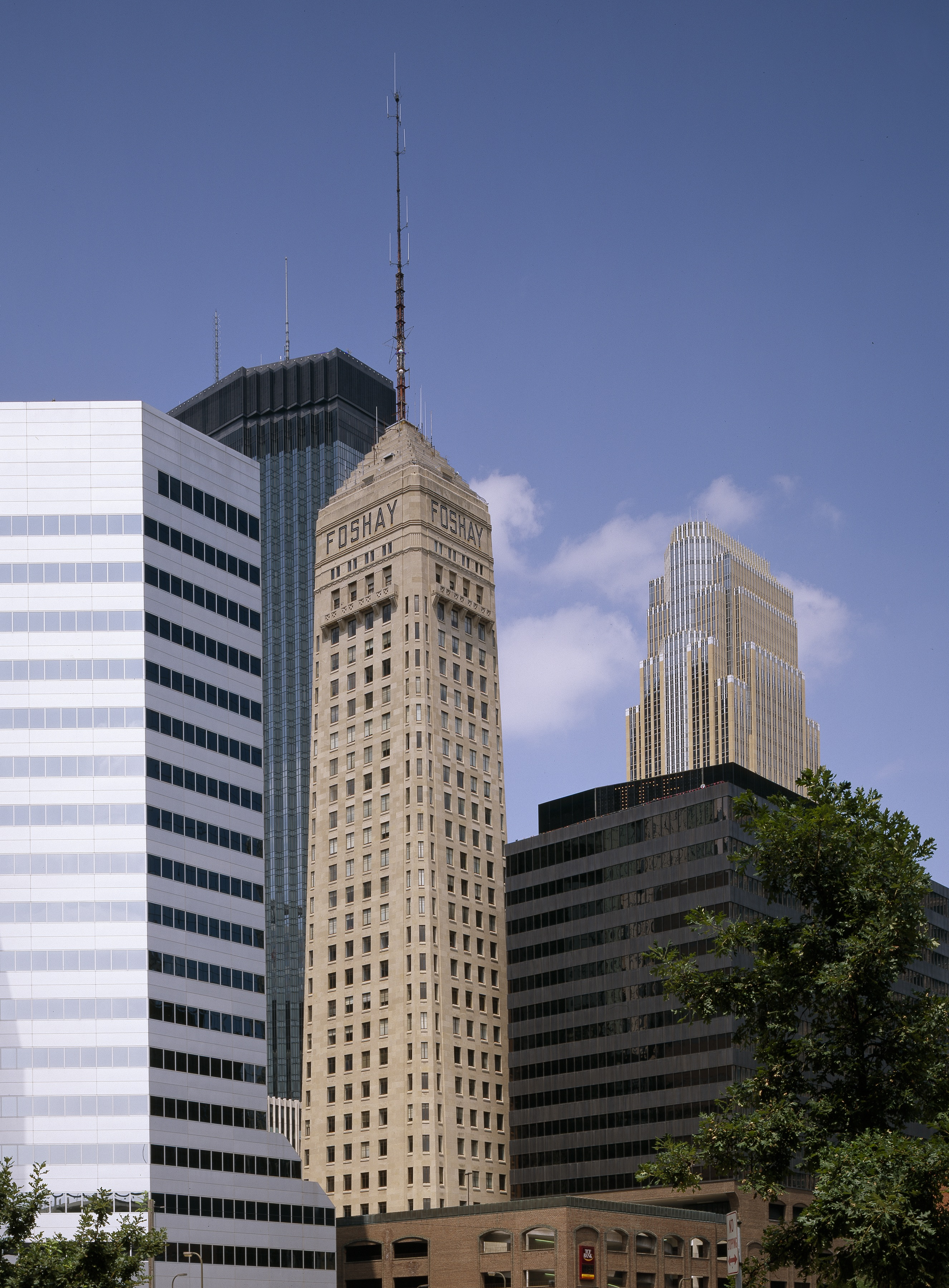
La Torre Foshay fue diseñada para transmitir el canal 11 incluso antes de que se otorgara el permiso de construcción y lo hizo entre 1953 y 1971.

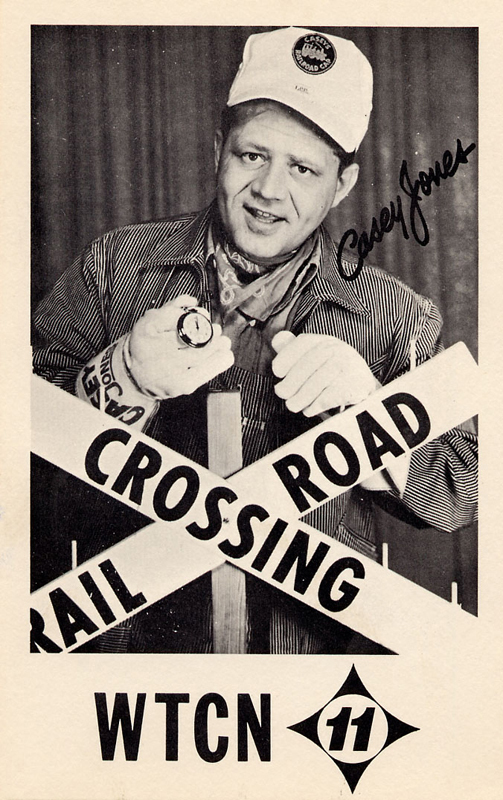
Roger Awsumb interpretó a Casey Jones en el programa infantil Lunch with Casey de WTCN-TV durante casi dos décadas.

### Cambios de indicativo
La FCC liberalizó las normas sobre los indicativos de estación a fines de 1983. Gannett, la propietaria de USA Today, adquirió los derechos del indicativo de llamada KUSA a principios de 1984. Aunque Gannett inicialmente pretendía renombrar el canal 11 inmediatamente después de adquirir WTCN-TV, se centró en reconstruir la operación de noticias y en rechazar un desafío a la asignación de KUSA por parte del servicio de cable USA Network. Tras ganar Gannett esa batalla, solicitó y recibió permiso para cambiar el indicativo de WTCN-TV a WUSA, lo cual llevó a cabo a partir del 4 de julio de 1985. La nueva designación sustituyó a WTCN-TV, un indicativo de llamada asociado con los días independientes de la estación, en un momento en que la estación finalmente se estaba convirtiendo en un contendiente efectivo en las noticias locales.

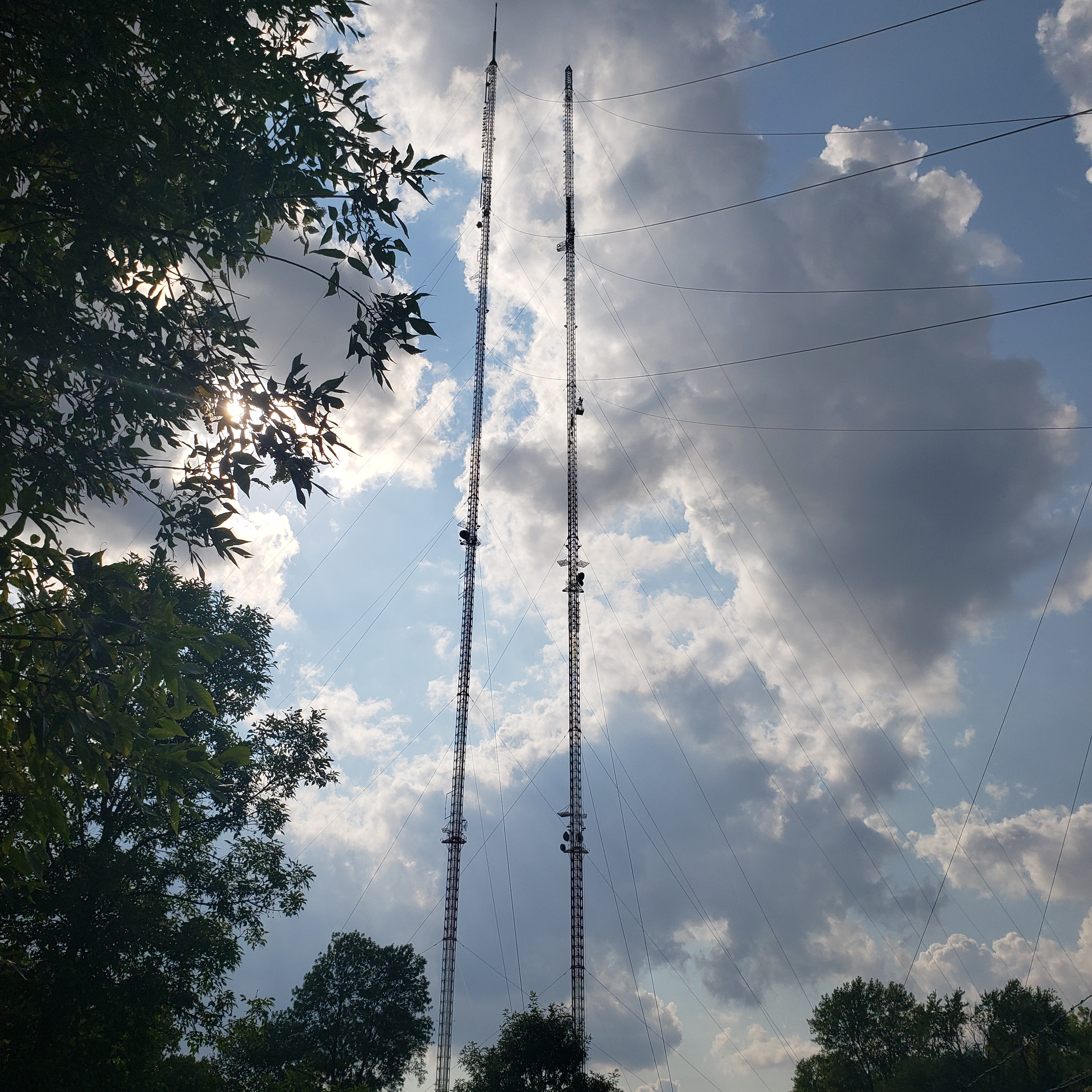
Sitio de la torre de KARE en Telefarm Towers en Shoreview, Minnesota

Las siglas de WUSA duraron menos de un año en Mineápolis. Gannett adquirió la Evening News Association en febrero de 1986; entre sus propiedades se encontraba WDVM, la filial de CBS en Washington D. C., cerca de la sede corporativa de Gannett en la cercana Rosslyn, Virginia. Desde el momento en que Gannett adquirió la estación, consideró trasladar las siglas de WUSA a Washington para establecer una sólida coasociación con su periódico USA Today, además de ser Washington la capital del país. En marzo, John Carmody, de The Washington Post, informó que Gannett había ordenado a la estación de Mineápolis que creara un nuevo indicativo. La estación llegó a un acuerdo con una estación de radio en Atchison, Kansas, que había usado el indicativo KARE desde 1949 para emplear «KARE» para sí misma a partir del 11 de junio de ése año. La nueva designación se alineó con el fuerte componente de servicio comunitario de la estación desde su adquisición por Gannett, incluyendo una ceremonia de premios titulada «11 Who Care». Esto liberó a su nueva estación hermana, el canal 9 en Washington, para cambiar de WDVM a WUSA.